# Малишин
Малишин (пол. Małyszyn) — село в Польщі, у гміні Велюнь Велюнського повіту Лодзинського воєводства.
Населення — 158 осіб (2011).
У 1975-1998 роках село належало до Серадзького воєводства.

## Демографія
Демографічна структура станом на 31 березня 2011 року:
|          | Загалом | Допрацездатний вік | Працездатний вік | Постпрацездатний вік |
| -------- | ------- | ------------------ | ---------------- | -------------------- |
| Чоловіки | 74      | 17                 | 44               | 13                   |
| Жінки    | 84      | 17                 | 45               | 22                   |
| Разом    | 158     | 34                 | 89               | 35                   |